# 마라훠궈
마라훠궈(중국어 간체자: 麻辣火锅, 정체자: 麻辣火鍋, 병음: málàhuǒguō) 또는 마라궈(중국어 간체자: 麻辣锅, 정체자: 麻辣鍋, 병음: málàguō)

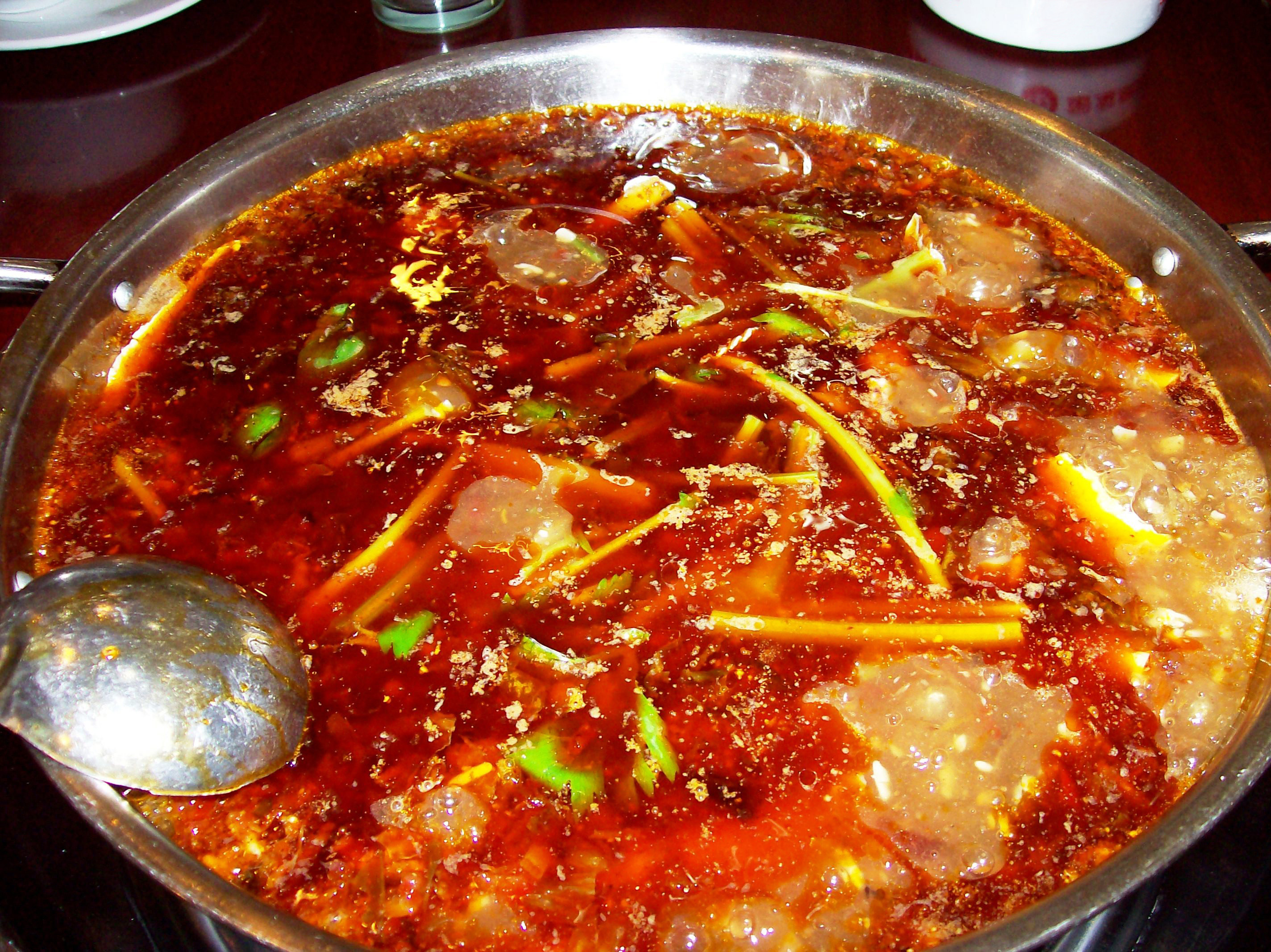
마라훠궈

는 훠궈의 종류 중 하나로, 쓰촨 요리 중 하나이다.

## 같이 보기
- 마라샹궈
- 마라